# Liste der Einträge im National Register of Historic Places im West Feliciana Parish

Lage des West Feliciana Parish in Louisiana

Die Liste der Einträge im National Register of Historic Places im West Feliciana Parish in Louisiana führt alle Bauwerke und historischen Stätten im West Feliciana Parish auf, die in das National Register of Historic Places aufgenommen wurden.

## Legende
| NRHP | Historic Place             |
| HD   | Historic District          |
| NHL  | National Historic Landmark |

## Aktuelle Einträge
| [ 2 ] | Name                                             | Bild                                             | Eintragsdatum        | Lage | Ort                               | Beschreibung                                                                                  |
| ----- | ------------------------------------------------ | ------------------------------------------------ | -------------------- | --- | --------------------------------- | --------------------------------------------------------------------------------------------- |
| 1     | 3 V Tourist Court                                | 3 V Tourist Court                                | 1993 ID-Nr. 92001832 | 111 East Commerce Street 30° 46′ 44″ N, 91° 22′ 32″ W                                                           | St. Francisville                  | 1925 als Bungalow im American Craftsman Style errichtete Hotelanlage                          |
| 2     | Afton Villa Gardens                              | Afton Villa Gardens                              | 1983 ID-Nr. 83000554 | Afton Villa Road 30° 51′ 6″ N, 91° 23′ 17″ W                                                                    | nördlich von St. Francisville     | Um 1849 angelegter Park                                                                       |
| 3     | Bloodhound Site                                  |                                                  | 1983 ID-Nr. 83000555 | auf dem Gelände der Haftanstalt Angola Adresse nicht veröffentlicht                                             | Angola                            | Archäologische Stätte; frühere Siedlung der Tunica                                            |
| 4     | Butler-Greenwood Plantation                      | Butler-Greenwood Plantation                      | 1979 ID-Nr. 79001103 | US 61 30° 49′ 11″ N, 91° 23′ 23″ W                                                                              | nördlich von St. Francisville     | In den 1790er Jahren angelegte Plantage; heute auch als B & B genutzt                         |
| 5     | Catalpa                                          |                                                  | 1984 ID-Nr. 84001367 | US 61 30° 51′ 4″ N, 91° 22′ 33″ W                                                                               | St. Francisville                  | 1885 im viktorianischen Stil errichtetes Wohnhaus                                             |
| 6     | Cottage Plantation                               |                                                  | 1975 ID-Nr. 75000857 | Cottage Lane 30° 51′ 11″ N, 91° 21′ 37″ W                                                                       | nördlich von St. Francisville     | 1795 angelegte Plantage                                                                       |
| 7     | Grace Episcopal Church                           | Grace Episcopal Church                           | 1979 ID-Nr. 79001102 | 510 Ferdinand Street 30° 46′ 33″ N, 91° 23′ 14″ W                                                               | St. Francisville                  | 1858–1860 im neugotischen Stil errichtete Episkopalkirche                                     |
| 8     | Hazelwood Plantation                             | Hazelwood Plantation                             | 1978 ID-Nr. 78001438 | Hamilton Road 30° 56′ 56″ N, 91° 19′ 56″ W                                                                      | Laurel Hill                       | 1835 errichtetes Plantagengebäude                                                             |
| 9     | Highland                                         |                                                  | 1983 ID-Nr. 83000556 | Abseits der Highland Road 30° 53′ 8″ N, 91° 25′ 49″ W                                                           | nordwestlich von St. Francisville | 1805 errichtetes Plantagengebäude                                                             |
| 10    | Laurel Hill                                      |                                                  | 1980 ID-Nr. 80001770 | Harris Corner Road 30° 57′ 41″ N, 91° 19′ 33″ W                                                                 | nordöstlich von Laurel Hill       | 1834 errichtetes Plantagengebäude                                                             |
| 11    | Live Oak                                         | Live Oak                                         | 1977 ID-Nr. 77000680 | Tunica Trace 30° 56′ 0″ N, 91° 27′ 17″ W                                                                        | südlich von Weyanoke              | 1816 errichtetes Plantagengebäude                                                             |
| 12    | Myrtles Plantation                               | Myrtles Plantation                               | 1978 ID-Nr. 78001439 | US 61 30° 48′ 11″ N, 91° 23′ 15″ W                                                                              | St. Francisville                  | 1796 errichtetes Plantagengebäude; heute auch als B & B genutzt                               |
| 13    | Oak Grove Plantation Dependencies                |                                                  | 1992 ID-Nr. 92000036 | US 61 30° 52′ 34″ N, 91° 21′ 58″ W                                                                              | nördlich von St. Francisville     | 1831 errichtete Plantage                                                                      |
| 14    | Oakley Plantation House                          | Oakley Plantation House                          | 1973 ID-Nr. 73000878 | 11788 Highway 965 30° 47′ 48″ N, 91° 18′ 26″ W                                                                  | östlich von St. Francisville      | 1799 errichtetes Plantagengebäude und Wohnort des Ornithogen John James Audubon; heute Museum |
| 15    | The Oaks                                         |                                                  | 1979 ID-Nr. 79001101 | US 61 30° 48′ 34″ N, 91° 23′ 12″ W                                                                              | Hardwood                          | 1888 im Queen-Anne-Stil errichtetes Plantagengebäude                                          |
| 16    | Propinquity                                      | Propinquity                                      | 1973 ID-Nr. 73000879 | Royal Street Ecke Johnson Street 30° 46′ 27″ N, 91° 23′ 11″ W                                                   | St. Francisville                  | 1809 errichtetes Wohnhaus                                                                     |
| 17    | Red Hat Cell Block, Louisiana State Penitentiary | Red Hat Cell Block, Louisiana State Penitentiary | 2003 ID-Nr. 03000041 | Gelände der Haftanstalt Angola 30° 57′ 56″ N, 91° 36′ 49″ W                                                     | Angola                            | 1935 errichteter früherer Zellenblock; heute Museum                                           |
| 18    | Rosale Plantation                                |                                                  | 1980 ID-Nr. 80001771 | US 61 30° 51′ 52″ N, 91° 21′ 36″ W                                                                              | nördlich von St. Francisville     | Um 1840 angelegte Plantage                                                                    |
| 19    | Rosebank Plantation House                        |                                                  | 1973 ID-Nr. 73000880 | LA 66 30° 55′ 27″ N, 91° 26′ 33″ W                                                                              | südöstlich von Weyanoke           | Um 1808 errichtetes Plantagengebäude                                                          |
| 20    | Rosedown Plantation                              | Rosedown Plantation                              | 2001 ID-Nr. 01000765 | Kreuzung von US 61 und LA 10 30° 47′ 58″ N, 91° 22′ 23″ W                                                       | St. Francisville                  | 1835 angelegte Plantage; seit 2008 als NHL registriert                                        |
| 21    | St. Francisville Historic District               |                                                  | 1980 ID-Nr. 80001772 | Royal Street und Prosperity Street; erweitert um Ferdinand Street und Sewell Street 30° 46′ 28″ N, 91° 23′ 9″ W | St. Francisville                  | Historisches Wohnviertel aus 37 Gebäuden verschiedener Baustile; im Jahr 1982 erweitert       |
| 22    | St. John's Episcopal Church                      | St. John's Episcopal Church                      | 1984 ID-Nr. 84000016 | Old Laurel Hill Road 30° 57′ 24″ N, 91° 20′ 29″ W                                                               | Laurel Hill                       | 1873 im neugotischen Stil errichtete Episkopalkirche                                          |
| 23    | St. Mary's Episcopal Church                      | St. Mary's Episcopal Church                      | 1980 ID-Nr. 80001774 | LA 66 30° 57′ 56″ N, 91° 28′ 11″ W                                                                              | nordwestlich von Weyanoke         | 1857 im neugotischen Stil errichtete Episkopalkirche                                          |
| 24    | Solitude Plantation House                        |                                                  | 1983 ID-Nr. 83000558 | Tunica Road 30° 49′ 17″ N, 91° 25′ 26″ W                                                                        | nordwestlich von St. Francisville | 1815 errichtetes Plantagengebäude                                                             |
| 25    | Star Hill Plantation Dependency                  |                                                  | 2003 ID-Nr. 03000680 | 5018 US 61 30° 45′ 56″ N, 91° 19′ 0″ W                                                                          | Starhill                          | 1845 errichtetes Wohnhaus                                                                     |
| 26    | Star Hill Post Office and Store                  |                                                  | 2000 ID-Nr. 00000038 | 4630 US 61 30° 45′ 43″ N, 91° 18′ 24″ W                                                                         | St. Francisville                  | 1875 errichtetes Kaufhaus und Poststation                                                     |
| 27    | Trudeau House                                    |                                                  | 1995 ID-Nr. 95000919 | Kreuzung von LA 66 und Old Tunica Road 30° 56′ 6″ N, 91° 32′ 15″ W                                              | Tunica                            | Um 1830 errichtetes Wohnhaus                                                                  |
| 28    | Trudeau Landing                                  |                                                  | 1977 ID-Nr. 77000679 | Adresse nicht veröffentlicht                                                                                    | Tunica                            | Archäologische Stätte; frühere Siedlung der Tunica                                            |
| 29    | Wakefield                                        |                                                  | 1980 ID-Nr. 80001773 | US 61 30° 53′ 18″ N, 91° 21′ 14″ W                                                                              | Wakefield                         | 1834–1836 errichtetes Wohnhaus                                                                |
| 30    | Weyanoke                                         |                                                  | 1990 ID-Nr. 90001750 | Sligo Road 30° 56′ 14″ N, 91° 25′ 3″ W                                                                          | Weyanoke                          | Um 1856 errichtetes Wohnhaus                                                                  |